# Кубок володарів кубків 1960—1961
Кубок володарів кубків 1960—1961 — 1-й розіграш Кубка володарів кубків УЄФА, європейського клубного турніру для переможців національних кубків. 

## Учасники
| №п/п | Клуб                       | Турнір                                                |
| ---- | -------------------------- | ----------------------------------------------------- |
| 1    | «Вулвергемптон Вондерерз»  | Володар Кубка Англії 1959—1960                        |
| 2    | «Фіорентіна»               | Фіналіст Кубка Італії 1959—1960                       |
| 3    | «Аустрія»                  | Володар Кубка Австрії 1959—1960                       |
| 4    | «Рейнджерс»                | Володар Кубка Шотландії 1959—1960                     |
| 5    | «Боруссія» (Менхенгладбах) | Володар Кубка ФРН 1960                                |
| 6    | «Ференцварош»              | Віце-чемпіон Угорщини 1959—1960 (кубок не проводився) |
| 7    | «Динамо» (Загреб)          | Володар Кубка Югославії 1959—1960                     |
| 8    | «Руда Гвезда»              | Володар Кубка Чехословаччини 1959—1960                |
| 9    | «Люцерн»                   | Володар Кубка Швейцарії 1959—1960                     |
| 10   | «Форвертс»                 | Віце-чемпіон НДР 1959                                 |

## Попередній раунд
| Команда 1                 | Заг. | Команда 2   | 1-й матч | 2-й матч |
| ------------------------- | ---- | ----------- | -------- | -------- |
| 1/11 серпня 1960          |      |             |          |          |
| Форвертс (Берлін)         | 2:3  | Руда Гвезда | 2:1      | 0:2      |
| 28 вересня/12 жовтня 1960 |      |             |          |          |
| Рейнджерс                 | 5:4  | Ференцварош | 4:2      | 1:2      |

## 1/4 фіналу
| Команда 1                   | Заг. | Команда 2               | 1-й матч | 2-й матч |
| --------------------------- | ---- | ----------------------- | -------- | -------- |
| 28 вересня/26 жовтня 1960   |      |                         |          |          |
| Руда Гвезда                 | 0:2  | Динамо (Загреб)         | 0:0      | 0:2      |
| 12 жовтня/30 листопада 1960 |      |                         |          |          |
| Аустрія (Відень)            | 2:5  | Вулвергемптон Вондерерз | 2:0      | 0:5      |
| 15/30 листопада 1960        |      |                         |          |          |
| Боруссія (Менхенгладбах)    | 0:11 | Рейнджерс               | 0:3      | 0:8      |
| 23 листопада/28 грудня 1960 |      |                         |          |          |
| Люцерн                      | 2:9  | Фіорентіна              | 0:3      | 2:6      |

## 1/2 фіналу
| Команда 1                 | Заг. | Команда 2               | 1-й матч | 2-й матч |
| ------------------------- | ---- | ----------------------- | -------- | -------- |
| 22 березня/12 квітня 1961 |      |                         |          |          |
| Фіорентіна                | 4:2  | Динамо (Загреб)         | 3:0      | 1:2      |
| 29 березня/19 квітня 1961 |      |                         |          |          |
| Рейнджерс                 | 3:1  | Вулвергемптон Вондерерз | 2:0      | 1:1      |

## Фінал

### Перший матч
| 17 травня 1961 |

| Рейнджерс | 0:2      | Фіорентіна     |
| --------- | -------- | -------------- |
|           | Протокол | Мілан 12', 88' |

| Айброкс-парк, Глазго Глядачів: 80 000 Арбітр: Еріх Штайнер |

### Повторний матч
| 27 травня 1961 |

| Фіорентіна           | 2:1      | Рейнджерс |
| -------------------- | -------- | --------- |
| Мілан 13' Хамрін 86' | Протокол | Скотт 60' |

| Комунале, Флоренція Глядачів: 50 000 Арбітр: Вільмос Гернаді |

| Володар Кубка володарів кубків 1960—1961 |
| ---------------------------------------- |
| Італія                                   |
| Фіорентіна 1-й титул                     |

## Бомбардири
- 5 — Джиммі Міллар, Ральф Бранд[en] («Рейнджерс»), Курт Хамрін («Фіорентина»).
- 4 — Антоніньйо, Луїджі Мілан («Фіорентина»), Алекс Скотт («Рейнджерс»).
- 3 — Пітер Бродбент («Вулвергемптон»), Джанфранко Петріс («Фіорентина»).
- 2 — Паль Орос[en], Золтан Фрідманський («Ференцварош»), Властимил Бубник («Руда Гвезда»), Гарольд Девіс («Рейнджерс»), Джон Кіркгем («Вулвергемптон»), Желько Матуш («Динамо» З).
- 1 — Горст Коле, Юрген Нельднер[en] («Форвертс»), Дейві Вілсон[en], Іан Макміллан, Джим Бакстер («Рейнджерс»), Зденек Колачек («Руда Гвезда»), Йоганн Ріглер, Вернер Гущек («Аустрія»), Боббі Мейсон («Вулвергемптон»), Діно да Коста («Фіорентина»), Вернер Фрей, Еріх Ган («Люцерн»), Дражан Єркович, Златко Гарамінчич («Динамо» З).
- Автогол — Ламберт Пфайффер («Боруссія»).